# Charles Edwin Wilbour

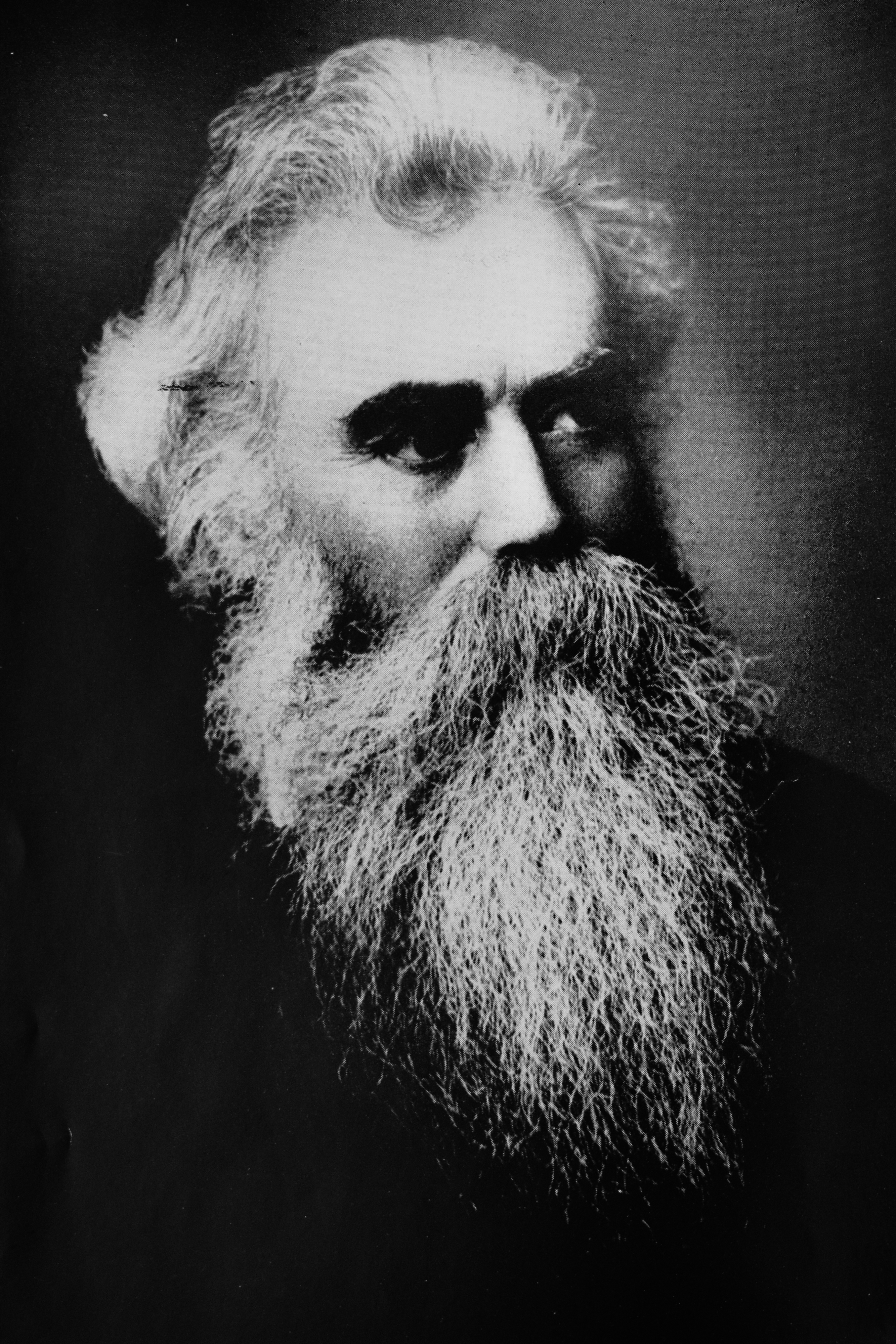
Charles Edwin Wilbour

Charles Edwin Wilbour (* 17. März 1833 in Little Compton, Rhode Island; † 17. Dezember 1896 in Paris) war ein amerikanischer Journalist, Geschäftsmann und Ägyptologe.

## Leben
Charles Wilbour studierte 1850 bis 1852 an der Brown University, wo er einen Preis für seine Kenntnis des Altgriechischen erhielt, jedoch aus Gesundheitsgründen keinen Abschluss machen konnte. 1854 ging er nach New York und wurde Gerichtsreporter für den  New York Herald. 1858 heiratete er Charlotte Beebee, die in der Frauenrechtsbewegung aktiv war. Wilbour studierte Jura und erhielt 1859 die Zulassung als Anwalt, war jedoch nie auf diesem Gebiet tätig. Hauptsächlich war er als Besitzer einer großen Papierfabrik tätig.  Daneben übersetzte er zahlreiche Bücher aus dem Französischen, u. a. Les Miserables von Victor Hugo (1862/63) und  Das Leben Jesu von Ernest Renan (1863).
In den 1860er und 70er Jahren wurde er durch seine Zusammenarbeit mit dem Kreis um den korrupten Politiker William M. Tweed wohlhabend. Nach dessen Verhaftung 1874 verließ Wilbour die USA.
Er ging nach Europa, wo er sich mit der Ägyptologie beschäftigte. So studierte er bei Gaston Maspero in Paris und bei August Eisenlohr in Berlin und Heidelberg. Wilbour galt als guter Kenner der Sprache und Archäologie Altägyptens, publizierte aber selbst praktisch nichts, er war jedoch ein guter Beobachter. 1880  besuchte er erstmals Ägypten und seit dem dann verbrachte er sein Leben abwechselnd im Winter in Ägypten und im Sommer in Frankreich. Während fünf Winter begleitete er Gaston Maspero auf dessen Reisen als Direktor der ägyptischen Antikenverwaltung entlang des Nils. Ab 1889 setzte Wilbour seine Ägyptenreisen auf seinem eigenen Schiff The Seven Hathors fort.
Wilbour starb 1896 in Paris, er wurde auf dem Woodlawn Cemetery in New York beigesetzt.

## Sammlung und Nachleben
Wilbour trug eine umfangreiche Sammlung ägyptische Altertümer und Papyri zusammen (z. B. den sogenannten Papyrus Wilbour oder den  Papyrus Brooklyn 35.1446). In Assuan kaufte er einige aramäische und hieratische Papyri, ein Teil der Elephantine-Papyri, die bei Raubgrabungen auf der Insel Elephantine entdeckt worden waren. 
Seine Familie schenkte nach seinem Tod  1916 seine Antikensammlung sowie seine umfangreiche Bibliothek dem Brooklyn Museum in New York. Für das Museum stiftete sein Sohn Victor Wilbour 1932 den Charles Edwin Wilbour Fund  zur Unterstützung von dessen ägyptischer Sammlung und Bibliothek einrichtete, die Bibliothek wurde nach ihm Wilbour Library of Egyptology benannt. Ihm zu Ehren stiftete seine Tochter Theodora Wilbour nach ihrem Tod 1948 die Wilbour Professorship of Egyptology an der Brown University.